# Evgeny Nepomnyachshiy
Evgeny Nepomnyachshiy, nacido el 12 de marzo de 1987, es un ciclista profesional kazajo miembro del equipo Vino-Astana Motors. 
En 2010 debutó como profesional en el equipo de su país, el Astana. En 2013 paso a su equipo filial de categoría Continental el Continental Team Astana.

## Palmarés
2013
- 1 etapa de la Vuelta al Lago Qinghai

2018
- 1 etapa de la Sri Lanka T-Cup

## Equipos
- Astana (2010-2012)
- Continental Team Astana (2013)
- Vino-Astana Motors (2017-2018)